# Grad Sinj
Grad Sinj är en stad i Kroatien.   Den ligger i länet Dalmatien, i den sydöstra delen av landet, 240 km söder om huvudstaden Zagreb.